# Jezioro Bogdańskie
Jezioro Bogdańskie – jezioro w woj. warmińsko-mazurskim, w pow. olsztyńskim, w gminie Barczewo, leżące na terenie Pojezierza Olsztyńskiego.
Według urzędowego spisu opracowanego przez Komisję Nazw Miejscowości i Obiektów Fizjograficznych (KNMiOF) opublikowanego przez Główny Urząd Geodezji i Kartografii (GUGiK) i udostępnionego na stronach Komisja Standaryzacji Nazw Geograficznych (KSNG) nazwa tego jeziora to Jezioro Bogdańskie, mimo to w niektórych źródłach internetowych pojawia się nazwa Bogdany.
Powierzchnia zwierciadła wody wynosi 23,5 hektarów.
Przez jezioro przepływa kanał Kiermas tworząc połączenie z leżącym wyżej jeziorem Silickim (przez kanał Wiktorii) i leżącym niżej jeziorem Umląg.